# Вуд, Крис (футболист)
Кристофер Грант Вуд (англ. Christopher Grant Wood; род. 7 декабря 1991, Окленд) — новозеландский футболист, нападающий клуба «Ноттингем Форест» и сборной Новой Зеландии.

## Клубная карьера
Будущий нападающий «Лидса» родился в самом большом городе Новой Зеландии — Окленде, где и начал заниматься футболом. В возрасте 15 лет Вуд начал профессиональную карьеру в местном клубе «Уаикато» (Д1), где за два сезона провел лишь 5 матчей. В 2008 году Крис переходит в «Хамильтон Уондерерс» (Д1), где начинает ярко играть и забивать (16 голов в 17 матчах).
В 2009 году многолетний тренер юношеских сборных Новой Зеландии Роджер Уилкинсон устроил Кристоферу просмотр в академии «Вест Бромвича», который был успешно пройден Вудом. 18-летний футболист подписал молодёжный контракт и начал регулярно забивать за юношескую и резервную команды клуба. В апреле 2009 года Вуд из-за ряда травм ведущих футболистов «дроздов» дебютировал в Премьер-лиге в матче с «Портсмутом» (2:2), а по окончании сезона подписывает первый профессиональный контракт с клубом сроком на два года.
Сезон 2009/10 «Вест Бромвич» играет в чемпионшипе, где у Вуда появляются шансы стать игроком основного состава. Впрочем, он ими не пользуется (23 матча и лишь 2 гола). «Дрозды» оперативно оформляют повышение в премьер-лигу, а Вуда ждут аренды. Первый блин вышел комом — аренда в «Барнсли» (Д2) завершилась провалом (7 матчей, 0 голов), однако затем новозеландец начал регулярно отличаться за свои временные клубы — за «Брайтон» (Д3), «Бирмингем», «Бристоль Сити», «Миллуолл» (все — Д2) Крис проводит 91 матч, в которых ему удается забить 34 гола.
После впечатляющей аренды за «львов» Вуда решает приобрести «Лестер Сити», что и успешно делает 1 января 2013 года. Вторая половина сезона 2012/13 оказалась для новозеландского футболиста настолько же успешной, насколько и первая половина в «Миллуолле», однако затем начинаются проблемы. В сезоне 2013/14 Вуд проигрывает место в старте будущему игроку сборной Англии Джейми Варди, а «лисы» выходят в премьер-лигу. В АПЛ Крис перестает попадать даже в заявку. Нужен был решительный шаг для реанимирования своей карьеры.
1 июля 2015 года Крис Вуд заключил четырёхлетний контракт с «Лидсом». Сумма трансфера, по данным прессы, составила примерно 2,5 миллиона фунтов. В сезоне 2016/17 стал лучшим бомбардиром команды и Чемпионшипа, забив 27 голов в 44 играх, но не смог помочь команде попасть в плей-офф за выход в АПЛ.
21 августа 2017 года Вуд перешёл в клуб Премьер-лиги «Бернли», с которым заключил контракт на четыре года. Переход игрока обошёлся в сумму около 15 млн фунтов, благодаря чему Вуд стал самым дорогим приобретением в истории «Бернли».
13 января 2022 года Крис Вуд перешел в Ньюкасл Юнайтед. Сумма трансфера составила 30 миллионов евро. Нападающий подписал контракт на два с половиной года. В 2023 году Крис Вуд перешел из Ньюкасл Юнайтед в Ноттингем Форест.

## Международная карьера
Выступал за юношескую сборную Новой Зеландии (до 17 лет). Вуда включили в национальную сборную Новой Зеландии в заявке на Кубок конфедераций 2009 в ЮАР, он дебютировал за сборную в товарищеском матче против Танзании 3 июня 2009. Играл за сборную на чемпионате мира 2010 года.

## Достижения

### Командные достижения
«Лестер Сити»
- Чемпион Футбольной лиги Англии: 2013/14

Сборная Новой Зеландии
- Победитель Кубка наций ОФК: 2016
- Бронзовый призёр Кубка наций ОФК: 2012

### Личные достижения
- Лучший бомбардир Футбольной лиги Англии: 2016/17
- Игрок месяца в Футбольной лиги Англии: январь 2017
- Член сборной по итогам сезона Футбольной лиги Англии: 2016/2017
- Игрок месяца Английской футбольной премьер лиги: октябрь 2024/2025